# Jürgen Wilke (Medienwissenschaftler)
Jürgen Wilke (* 19. Dezember 1943 in Goldap, Ostpreußen) ist ein deutscher Kommunikations- und Medienwissenschaftler.

## Leben
Jürgen Wilke studierte in Mainz und Münster Germanistik, Publizistik und Kunstgeschichte. 1971 wurde er promoviert und begann seine journalistische Tätigkeit. 1983 schloss er seine Habilitation an der Johannes Gutenberg-Universität Mainz ab. Von 1984 bis 1988 war er Professor (Lehrstuhl Journalistik I) an der Katholischen Universität Eichstätt-Ingolstadt; seit 1988  für Publizistik am Institut für Publizistik der Johannes Gutenberg-Universität Mainz. Dazu kommen Gastprofessuren an der University of Washington in Seattle (USA), der Lomonossow-Universität Moskau (Russland) und der Universität der italienischen Schweiz in Lugano (Schweiz). 2004 wird er zum „Professor honoris causa“ an der Fakultät für Journalistik der Lomonossow-Universität Moskau ernannt. 2005 folgt die Wahl zum Korrespondierenden Mitglied der Österreichischen Akademie der Wissenschaften.
Wilke war Schüler von Elisabeth Noelle-Neumann und gilt als Vorreiter einer historischen Kommunikationsforschung, die auch quantitative Methoden der empirischen Sozialforschung nutzt. Forschungsschwerpunkte sind unter anderem Medien- und Kommunikationsgeschichte, Propaganda und Medienlenkung, Nachrichtenagenturen, internationale Kommunikation, Wahlkampfberichterstattung. Er ist Mitherausgeber beziehungsweise Autor mehrerer Standardwerke zur Publizistik/Kommunikationswissenschaft und Mediengeschichte, Area Editor für die Media Systems Section der 2008 erschienenen International Encyclopedia of Communication.

## Schriften (Auswahl)
- Mediengattungen. In: Europäische Geschichte Online, 2011, Hrsg. vom Institut für Europäische Geschichte (Mainz). urn:nbn:de:0159-20100921469.
- mit M. Welke: 400 Jahre Zeitung. Die Entwicklung der Tagespresse im internationalen Vergleich. Bremen 2008.
- Über den Tag hinaus. Journalisten als Buchautoren. In: Communicatio Socialis. Heft 2/2008, S. 171–191, ISSN 0010-3497.
- Presseanweisungen im zwanzigsten Jahrhundert. Erster Weltkrieg – Drittes Reich – DDR. Köln u. a. 2007.
- mit A. Cohen,  T. Zemach-Marom, B. Schenk: The Holocaust and the Press. Nazi War Crime Trials in Germany and Israel. Cresskill 2002.
- Grundzüge der Medien- und Kommunikationsgeschichte. Von den Anfängen bis ins 20. Jahrhundert. Köln u. a. 2000.
- mit C. Reinemann: Kanzlerkandidaten in der Wahlkampfberichterstattung. Eine vergleichende Studie zu den Bundestagswahlen 1949-1998. Köln u. a. 2000.
- Mediengeschichte der Bundesrepublik Deutschland. Böhlau, Köln / Weimar / Wien 1999, ISBN 3-412-14898-9.
- mit Elisabeth Noelle-Neumann, Winfried Schulz (Hrsg.): Fischer Lexikon: Publizistik Massenkommunikation. Fischer, Frankfurt am Main 1989, 1994. 5. Auflage: 2009, ISBN 978-3-596-18192-6.